# Бухарська єврейська кухня
Бухарська єврейська кухня — це традиційна кухня бухарської єврейської громади Центральної Азії, яка зараз переважно проживає в Ізраїлі та Сполучених Штатах.

## Огляд

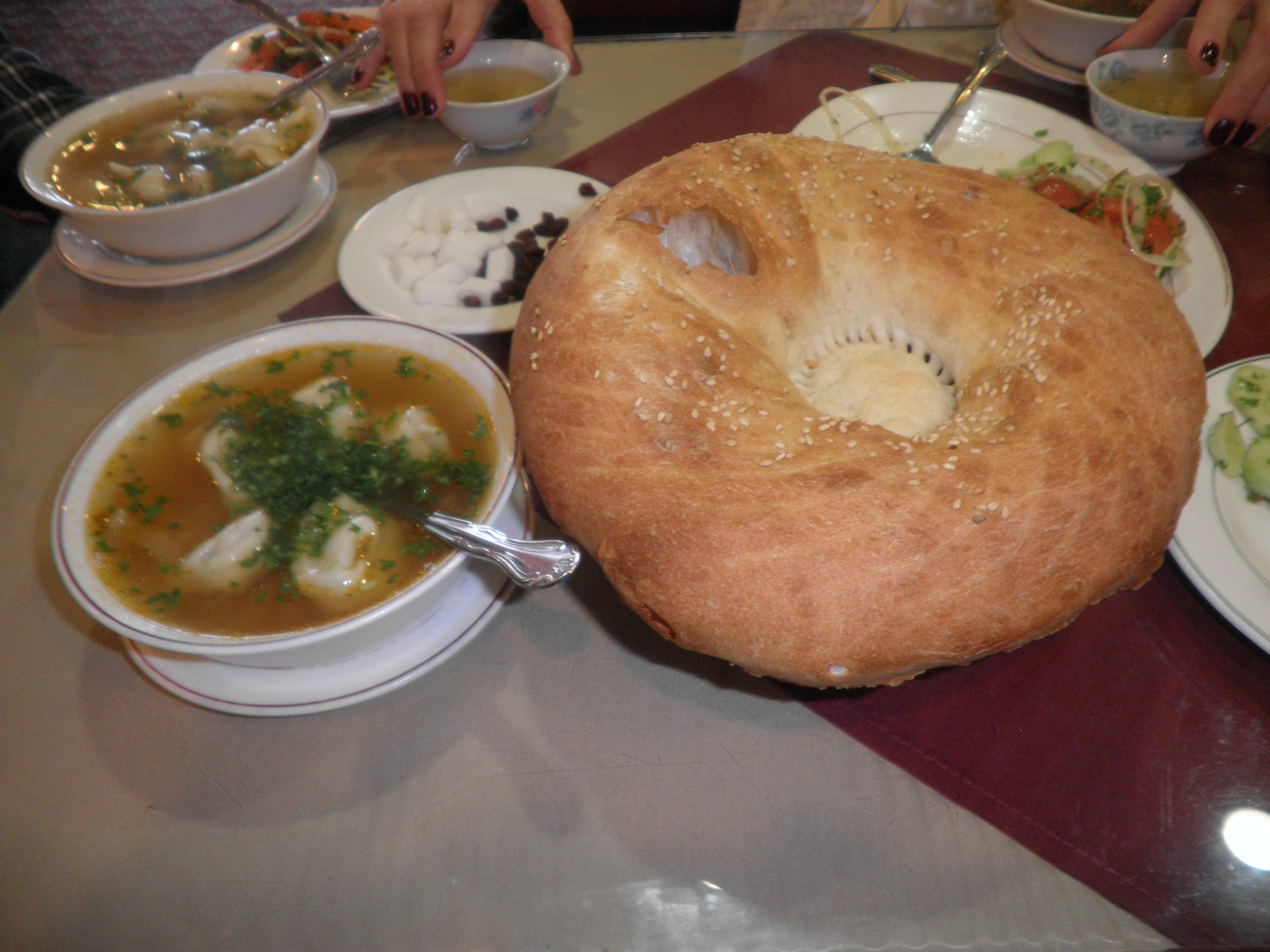
Середньоазіатський пельменний суп, який називається шурбо душпера або тушпера (ліворуч), разом із традиційним хлібом тандир, що називається лепьошкою російською мовою, а не узбецькою, таджицькою та бухарською (праворуч)

Кулінарія бухарських євреїв формує окрему кухню в Узбекистані, що підлягає обмеженням єврейських дієтичних законів. Найбільш типовою бухарською єврейською стравою є оші сабо (також ош саво або осовох), «страва в горщику», яку повільно готують протягом ночі та їдять гарячою на суботній обід. Оші сабо готують із додаванням м'яса, рису, овочів і фруктів для унікального кисло-солодкого смаку. Завдяки своїй кулінарній функції (гаряча суботня трапеза в єврейських домівках) та інгредієнтам (рис, м'ясо, овочі, зварені протягом ночі), оші сабо є бухарською версією чолент або хамін.
Крім оші сабо, справжні бухарські єврейські страви становлять такі страви.

## М'ясні страви
- Ошський палов — бухарський єврейський варіант палова для будніх днів, включає як яловичину, так і курку.
- Бахш — «зелений палов», рис з м'ясом або куркою і зеленню (коріандр, петрушка, кріп), існує у двох варіантах; бахші халтагі, приготовані по-єврейськи в маленькому мішечку, зануреному в каструлю з киплячою водою або супом, і бахші дегі, приготовані як звичайний палов у казані;[4] бахші халтагі готують заздалегідь, тому його можна подавати в суботу.
- Халта саво — їжа, приготована в мішечку (зазвичай рис і м'ясо, можливо з додаванням сухофруктів).[1][5]
- «ош саво» — рис, приготований з м'ясом і червоним перцем, помідорами, цукіні… і зазвичай готують із п'ятниці ввечері на суботу вранці в духовці.
- Яхні — страва, що складається з двох видів відвареного м'яса (яловичини і курки), які подають до столу цілком і нарізають перед подачею з невеликою кількістю бульйону і гарніром з варених овочів; основна страва на вечерю в п'ятницю.[1]
- Ков Роган — смажені шматочки курки зі смаженою картоплею.[6]

## Страви з рису
- Серканіз (Сірконіз) — страва з часникового рису, ще одна варіація палова.
- Оші пійжозі — фарширована цибуля.[4]
- Шула — ризото по-бухарськи.

## Страви з овочів
- Бойжон — пюре з баклажанів, змішане лише з сіллю та часником, традиційна закуска для вечірньої п'ятничної трапези в будинках бухарських євреїв.[1]
- Слотах Бухорі — салат із помідорів, огірків, зеленої цибулі, кінзи, солі, перцю та лимонного соку. Деякі також кладуть листя салату та перець чилі.

## Страви з хліба
Ноні токі — хрусткий плоский хліб, який випікається на звороті воку. Цей спосіб створює хліб у формі миски.

## Страви з риби
Смажена риба з часниковим соусом (на вечерю в п'ятницю): «Кожен бухарський шабат … зустрічається стравою зі смаженої риби, покритої товченим соусом з часнику і кінзи». На бухарському діалекті страва називається май біріон або повністю май біріон ові сір, де май біріон — смажена риба, а ові сір — часниковий соус (буквально «часникова вода»). Хліб іноді смажать, а потім занурюють у часникову воду, що залишилася, і називають noni-sir.